# 中国水利水电出版社
中国水利水电出版社（英語：China Water & Power Press）是中华人民共和国水利部直属的中央一级专业科技出版社，下设有多个出版分社，前身是1956年成立的水利出版社。1958年3月，依水电部决定而与电力工业出版社合并为水利电力出版社。1979年，再次拆分为水利和电力两个出版社。1982年4月，合并为水利电力出版社。1994年再次拆分，1995年挂牌成立中国水利水电出版社。1993年成为中共中央宣传部和新闻出版署表彰的首批15家“全国优秀图书出版单位”之一。2010年底转制为全民所有制企业。主要出版水利水电科技类图书，并负责编辑出版《中国水利年鉴》。

## 资料来源
1. ↑  . www.waterpub.com.cn. 中国水利水电出版社.   [2018-01-04]. （原始内容存档于2018-01-05）.

## 外部連結
- 中国水利水电出版社（页面存档备份，存于）